# 기억 전달자
《기억 전달자》(The Giver)는 로이스 로리가 쓴 SF 4부작 소설(기억 전달자, 파랑 채집가, 메신저, 태양의 아들)중 첫 번째 이야기입니다. 영화로도 만들어졌습니다.

## 등장 인물
- 조너스 (The Receiver : 기억 보유자) : 이 소설의 주인공으로, '열두 살 기념식'에서 기억 보유자로 선택된다.
- 기억 전달자 (The Giver : 기억 전달자) : 전 세대들의 옛 기억을 가지고 있음.
- 피오나 (조너스의 친구) - 단지 마을 위원회가 설정한 삶만을 살고 있는 여자아이이다.
- 에셔 (조너스의 친구): 오락 지도자의 직위를 부여받음. 말실수가 잦으나(부정확한 단어 선택으로 인한) 그것에 대해 사과하는 것이 빠름.
- 장로 (The Elders) : 마을 장로로 노인들과는 다름. 마을의 일을 결정하는 사람들.
- 릴리 - (조너스의 동생)
- 가브리엘 - 밤에 잠들지 못하고 시끄럽게 운다는 이유로 이름을 받지 못하고 조너스의 가족이 당분간 맡게 된 아기이다.
- 조너스의 아빠 - 보육사
- 조너스의 엄마 - 사법부에서 일함.

## 줄거리
행복을 위해 모두가 인간적인 감정이 없이 똑같은 가족과 살며 똑같이 배우며 성장하는 조너스의 마을에서는 열두 살이 되면 '열두 살 기념식'을 통해 '위원회'에서 평생 해야 할 일을 정해 준다. 이 기념식을 앞둔 조너스는 자신이 어떤 직위를 받을까 걱정하고, 또 기대하고 있었다. 조너스는 기념식에서 이전 세대의 모든 기억을 가지는 '기억 보유자'로 선택되어 '기억 전달자' 에게  보유자가 되기 위한 훈련을 받는다. 훈련을 받으면서 조너스는 행복을 이루기 위해 사라져 버린 진짜 감정들을 느끼게 되고, 마을에서 사는 일에 회의를 느끼게 된다. 그러던 중 조너스가 애착이 있던 가브리엘이 시끄럽게 운다는 이유로 '임무 해제'를 당할 아기로 확정되자 조너스는 가브리엘과 함께 탈출해 마을 밖 새로운 곳에 다다른다. 마을을 탈출하던 중 스키를 타다 우여곡절 끝에 다른 마을로 가게 된다.

## 대한민국 번역판
- 장은수 번역, 비룡소, 2007년 발행 (ISBN 89-491-2074-7, ISBN 978-89-491-2074-4)